# Jimena Menéndez-Pidal
Jimena Menéndez-Pidal Goyri (* 13. Januar 1901 in Madrid; † 15. März 1990 ebenda) war eine spanische Lehrerin und Pädagogin und zusammen mit Carmen García del Diestro und Ángeles Gasset Mitbegründerin des Colegio Estudio.

## Leben
Menéndez-Pidal war die Tochter der Autorin und Hochschullehrerin María Goyri und dem Philologen und Historiker Ramón Menéndez Pidal. Sie erhielt ihre Ausbildung an der Institución Libre de Enseñanza (ILE). Dort besuchte sie die Klassen von Francisco Giner de los Ríos und Manuel Bartolomé Cossío, die ihre Karriere prägten.
Sie studierte an der Universidad Central de Madrid, wo sie María de Maeztu kennenlernte und einen Abschluss in Philosophie und Kunst erwarb. Sie beteiligte sich aktiv an den Forschungen ihrer Eltern zu den spanischen Romanzen, die im Archivo del Romancero Menéndez Pidal/Goyri gesammelt sind. Von diesen Forschungsarbeiten sind die zu den Romanen El Conde Niño und Auto de Navidad hervorzuheben. Im Gegensatz zu ihrer Mutter, die ihre Forschungstätigkeit mit ihrer pädagogischen Berufung verband, beschloss Menéndez-Pidal sich auf die Lehre zu konzentrieren.
Sie begann ihre pädagogische Tätigkeit am Instituto-Escuela, wo sie als Lehrerin für Sport und Spiel in der Vorschulabteilung tätig war. 1933 wurde sie dort zur Leiterin ernannt, als das Instituto an den neuen Hauptsitz auf dem von Juan Ramón Jiménez so benannten „Colina de los Chopos“ umzog. Dort versuchte sie die pädagogischen Möglichkeiten des Theaters für den kindlichen Ausdrucks und die Vermittlung von Literatur zu nutzen.
Menéndez-Pidal war mit dem Chemiker Miguel Catalán Sañudo verheiratet, mit dem sie einen Sohn, Diego Catalán Menéndez-Pidal, hatte.
Als mit dem Ende des Bürgerkriegs die liberalen Schulen nach und nach geschlossen wurden, engagierte sich Menéndez-Pidal weiter für eine moderne und liberale Ausbildung. Zusammen mit Ángeles Gasset und Carmen García del Diestro gründete sie 1940 das Colegio-Estudio, das als Nachfolgeinstitution des inzwischen aufgelösten Instituto-Escuela die Pädagogik der Institución Libre de Enseñanza fortsetzen sollte.
Im Laufe der Zeit war sie die treibende Kraft hinter der Entwicklung des Colegio-Estudio, das sich in der Franco-Ära, in der ein modernes pädagogisches Modell fehlte, einen Ruf für qualitativ hochwertige Bildung erwarb. In den 1980er Jahren begann sie, inzwischen achtzigjährig, mit der Reform des pädagogischen und organisatorischen Systems des Colegio Estudio, wobei sie neue Methoden, Mittel und Aktivitäten einsetzte, die Ansehen und Ruf der Institution fortschrieben.
1981 erhielt sie die den Orden Alfons X. des Weisen als Auszeichnung für ihre pädagogische Arbeit, der ihr vom damaligen Bildungsminister Juan Antonio Ortega überreicht wurde.